# Mary Tenney Castle

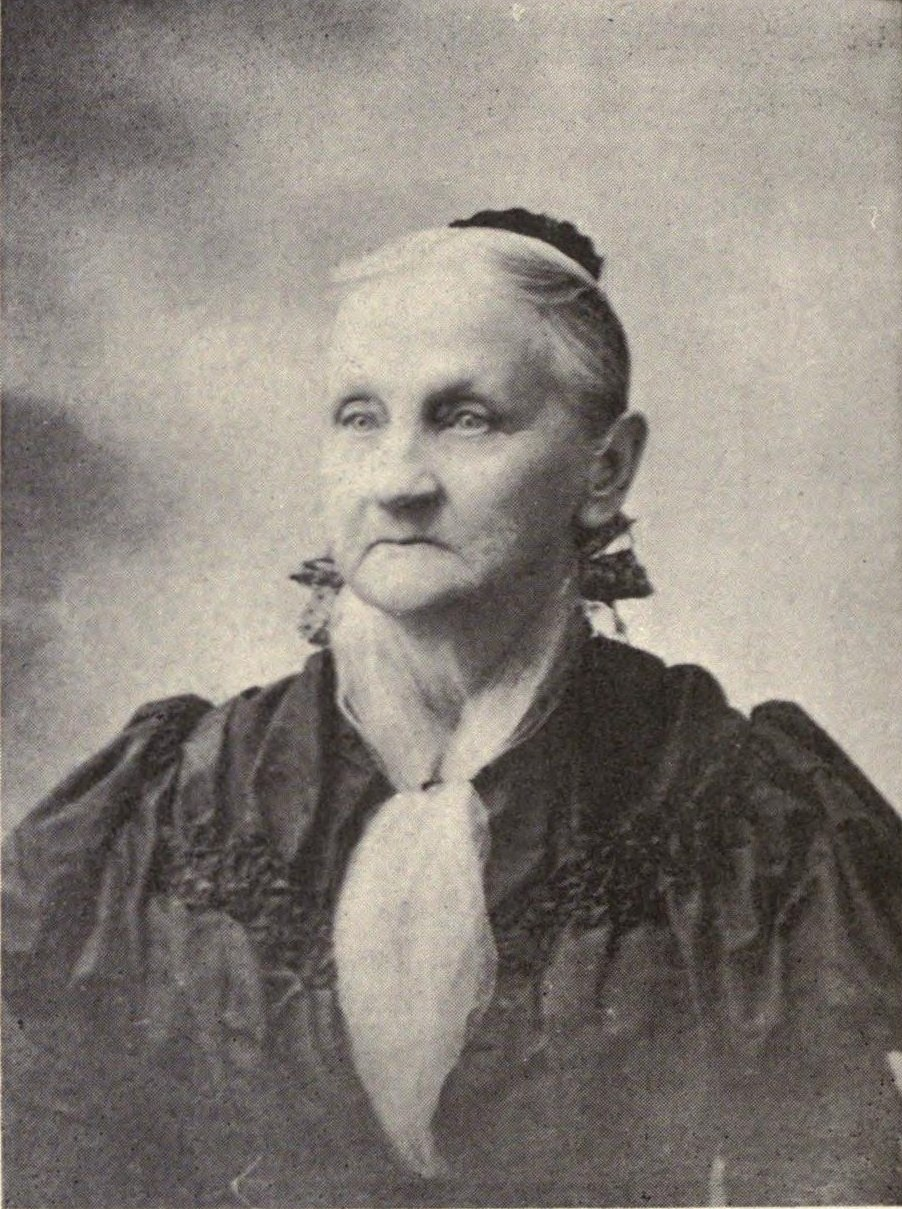
Mary Tenney Castle, 1898

Mary Tenney Castle, geborene Mary Ann Tenney, bekannt als Mother Castle (* 26. Oktober 1819 in Plainfield, Otsego County, New York; † 13. März 1907 in Manoa Valley, Oʻahu, Hawaii), war eine US-amerikanische Missionarin und Philanthropin auf Hawaii.

## Leben
Mary Ann Tenney wurde als viertes von neun Kindern von Levi Tenney und Mary Kingsbury Tenney geboren. Sie besuchte die Deerfield Academy in Massachusetts.
Sie heiratete 1842 den Witwer ihrer verstorbenen Schwester Angeline, Samuel Northrup Castle. Tenney Castle kam 1843 als frischgebackene Ehefrau auf Hawaii an. Sie zog ihre Nichte Mary auf und hatte neun weitere Kinder, die alle zwischen 1844 und 1862 auf Hawaii geboren wurden. Sie war als „Mother Castle“ bekannt. Sie setzte sich für eine fortschrittliche Erziehung ein und wurde dabei von John Dewey, einem Freund der Familie, beraten. „Mother Castle lebte mit einer Gelassenheit und Fröhlichkeit, die ihr Haus zu einem Mekka für alle Besucher machte, die sich für die besseren Seiten des hawaiischen Lebens interessierten“, heißt es in einem Nachruf von 1907.
Samuel Northrup Castle war Gründer und Teilhaber des aus der Zuckerrohrverarbeitung stammenden Unternehmens Castle & Cooke, einem der sogenannten „Big Five“ auf Hawaii am Anfang des 20. Jahrhunderts, die nicht nur die größten Unternehmen zu der Zeit waren, sondern die auch alle aus Missionarsfamilien entstanden. Nach dem Tod von Samuel Northrup Castle 1894, gründete Tenney Castle als Witwe den Samuel N. Castle Memorial Trust, um Bildungsstipendien, Gesundheitsprogramme und Bauprojekte in Honolulu zu finanzieren. Mit einer Spende von 10.000 Dollar gründete sie 1895 die Free Kindergarten and Children's Aid Society of the Hawaiian Islands. Der Trust ist heute die Samuel N. and Mary Castle Foundation.
Sie überlebte drei ihrer Kinder: Ihr Sohn Albert starb 1864 als kleiner Junge, und ihr Sohn Charles starb 1874. Ein weiterer Sohn, Henry, starb im Jahr 1895. Tenney Castle selbst starb 1907 im Alter von 87 Jahren in Puʻuhonua, ihrem Haus im Manoa Valley. Sie ist auf dem Mission Cemetery in Honolulu beerdigt.
Einige von Tenney Castles handschriftlichen Briefen sind und die Papiere der Castle Foundation befinden sich in den Hawaiian Mission Houses Archives.
Das Mary Tenney Castle Memorial Graduate Fellowship an der University of Hawaii at Manoa fördert Studierende, die sich für frühkindliche Erziehung interessieren. Das Samuel and Mary Castle Art Center an der Punahou School ist nach den Castles benannt, ebenso wie ein Gebäude an der Universität.
Sie war die Schwiegermutter des Psychologen George Herbert Mead und des Geschäftsmanns William Drake Westervelt. Zu den Nachkommen von Tenney Castle gehören ihre Söhne William Richards Castle, ein Anwalt, und James Bicknell Castle, ein Geschäftsmann, sowie die Enkel Harold Kainalu Long Castle und William Richards Castle Jr.